# Aire sauvage de Siffleur
L’aire sauvage de Siffleur (anglais : Siffleur Wilderness Area) est l'une des 3 aires sauvages située dans la province de l'Alberta, au Canada.  Elle est située au nord-est du parc national de Banff.

## Faune
On retrouve dans la l'aire sauvage de Siffleur l'une des quatre populations de chevaux sauvages au Canada, avec ceux de l'île de Sable et des deux populations du Brittany Triangle en Colombie-Britannique. Cette population provient vraisemblablement de ceux qui été amené au Mexique, quelques-uns des chevaux présentent une variante rare d'ADN qui sont généralement attribué à ces chevaux espagnols. La population est estimée à 100 individus. Il est protégé de la capture ou de la chasse aussi longtemps qu'il reste dans l'aire sauvage.